# RAR
En informàtica, RAR és un format d'arxiu amb un algorisme de compressió sense pèrdua, utilitzat per a la compressió de dades i arxivament, desenvolupat per Eugene Roshal.
L'extensió dels arxius és .rar. El tipus MIME corresponent és application/x-rar-compressed.

## Història
El format RAR porta el nom de l'autor: "RAR" és un acrònim de Roshal ARchive.
La primera versió comercial de RAR es va llançar a finals de 1993. Aquesta primera versió de compressor va demostrar ser més eficaç que el proporcionat pel format ZIP i comptava amb una interfície d'usuari a pantalla completa; això va fer que es convertís ràpidament en el principal competidor del format ZIP.
Actualment hi ha implementacions del programa per als sistemes operatius Microsoft DOS, OS/2, Microsoft Windows, Linux i Mac OS X.

## Comparació amb altres algorismes de compressió
El RAR és més lent que el ZIP, però assoleix un nivell de compressió més alt té un sistema de redundància de dades superior per a prevenir errors.
RAR utilitza un algorisme de compressió basat en l'LZSS, que alhora es basava en l'LZ77, de James Storer i Thomas Szymanski (1982). La finestra de cerca pot variar entre 64 kB i 4 MB.
RAR permet el que es coneix com a compressió sòlida, que permet comprimir diversos fitxers junts; així, una mateixa finestra de cerca s'aplica a tot, aconseguint un nivell de compressió superior.